# Galotxeta

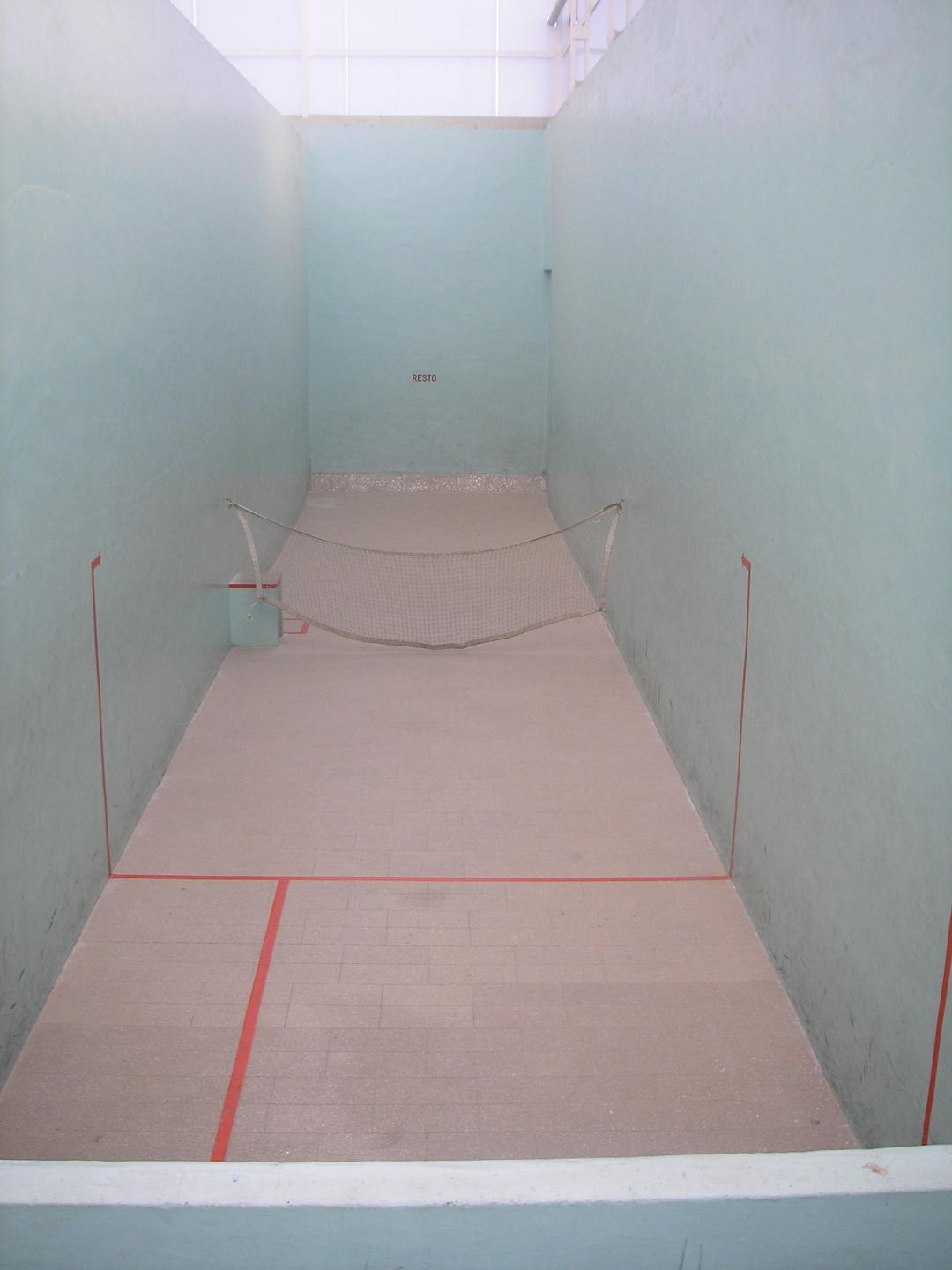
Galotxeta

La galotxeta o galocha es la cancha o lugar de juego habitual para las modalidad de galotxetes de pelota valenciana. Es una cancha cerrada de forma rectangular y de unos tres metros de ancho por veinte de largo. Es con diferencia el más pequeño de los lugares utilizados para cualquier modalidad de pelota valenciana debido tanto a que se juega uno contra uno como al escaso bote de las pelotas utilizadas.

A mitad de la cancha se sitúa una red destensada que alcanza una altura de aproximadamente un metro en los extremos siendo algo inferior en el centro. Es destacable la presencia de un tamborí en cada extremo de la cancha. 

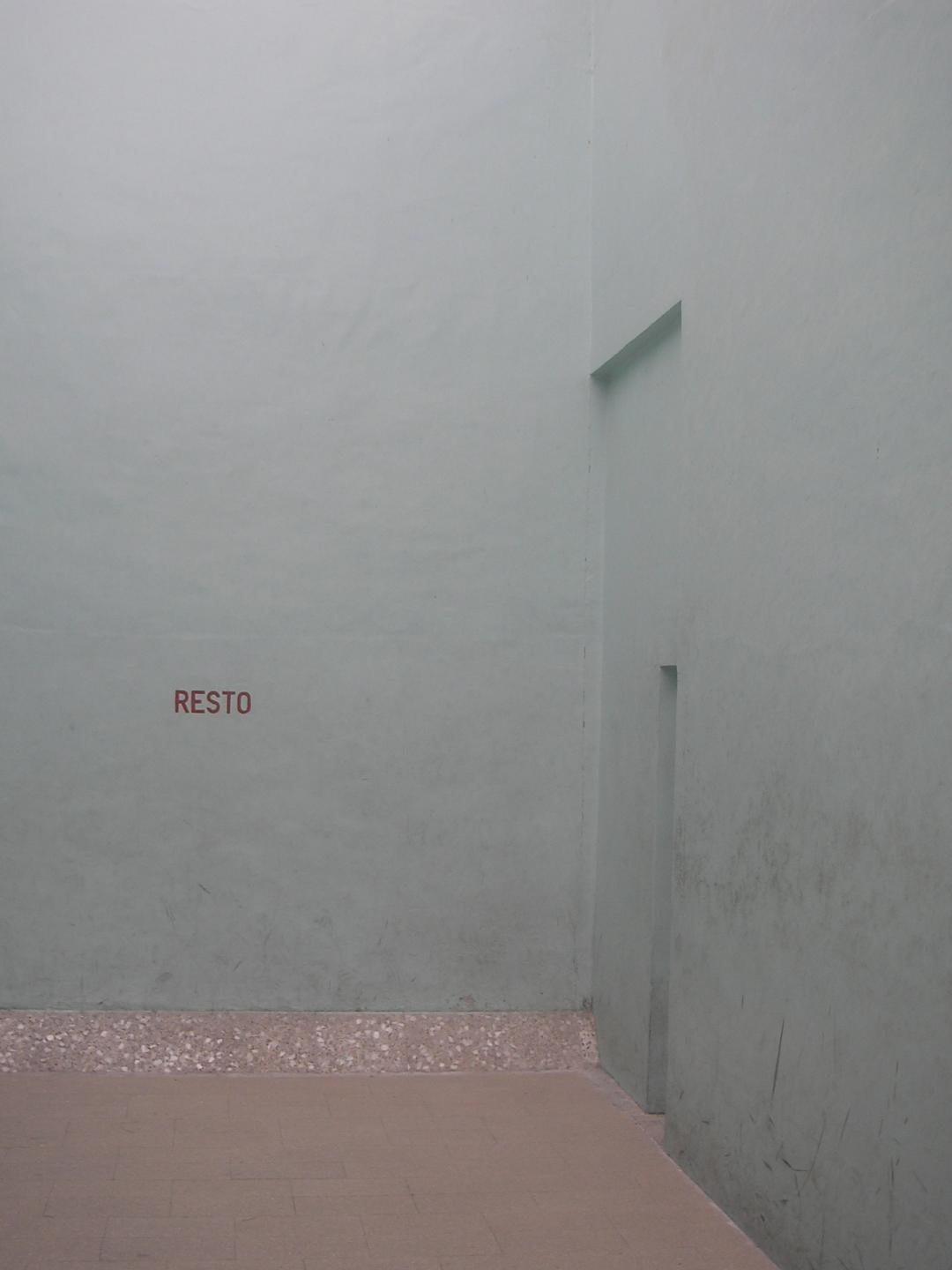
Detalle del cajón y el tamborí

Este elemento es un bisel con una inclinación de unos 45° situado en la parte inferior de cada pared corta de la cancha. El objetivo de este es proporcionar una mayor variedad de rebotes. Sin embargo la gran diferencia con el trinquete es la existencia de los denominados cajones. Estos son una especie de puertas abiertas en los laterales de la cancha con una altura aproximada de un metro y ochenta centímetros por medio de ancho. El objetivo, además de la comunicación de las diversas canchas es la anotación de un tanto cada vez que se introduce la bola en ellos.
Esta modalidad de pelota, antes frecuente en la comarca del Vinalopó Medio se haya restringida únicamente a las localidades de Monóvar y Pinoso por lo que la cantidad de galotxetas existentes es bastante reducida quedando apenas las del Centro Deportivo de Monóvar ya que las situadas en el centro de la localidad cerraron al principio del siglo XXI.